# Blank-Palast

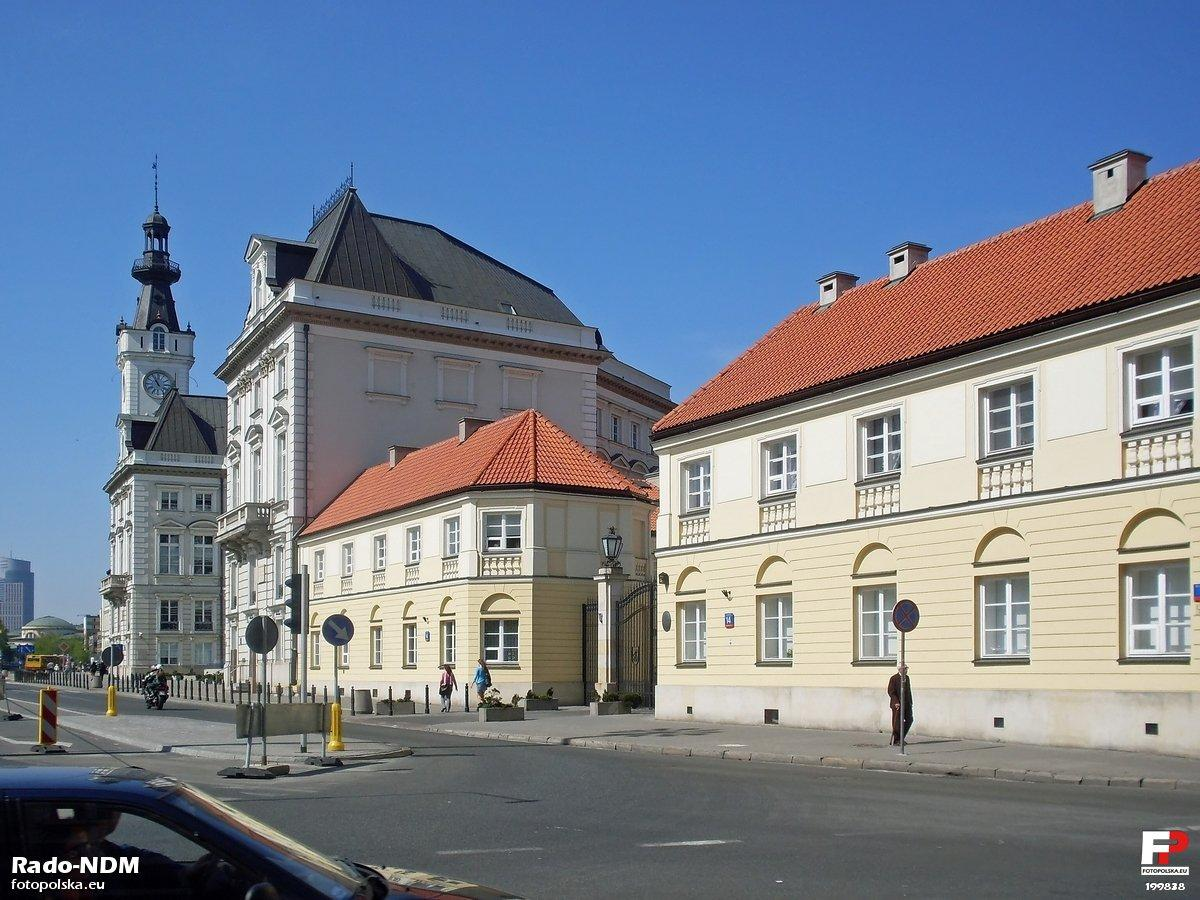
Straßenzug mit dem Palais

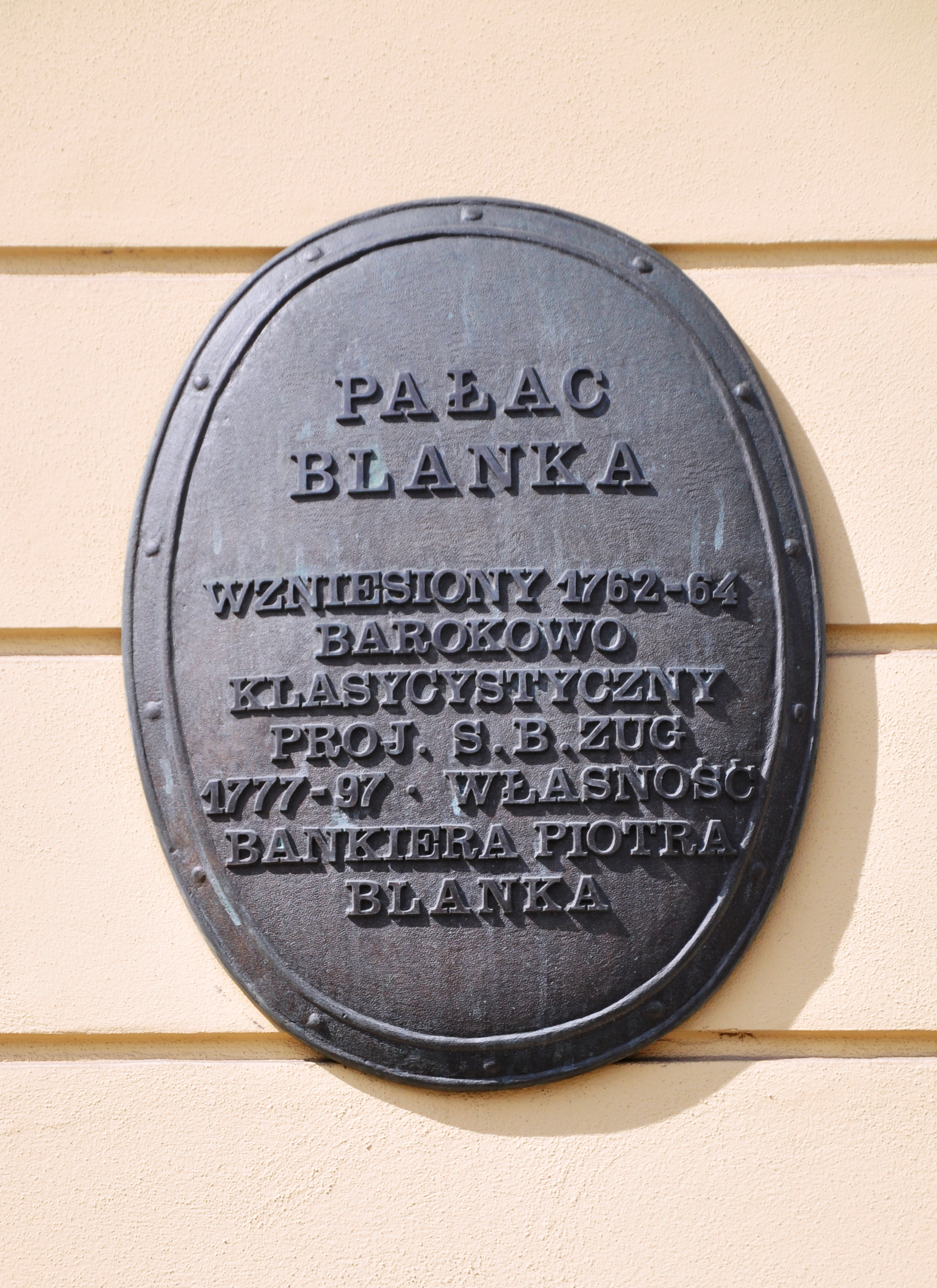
Hommage an Bauherrn und Architekten

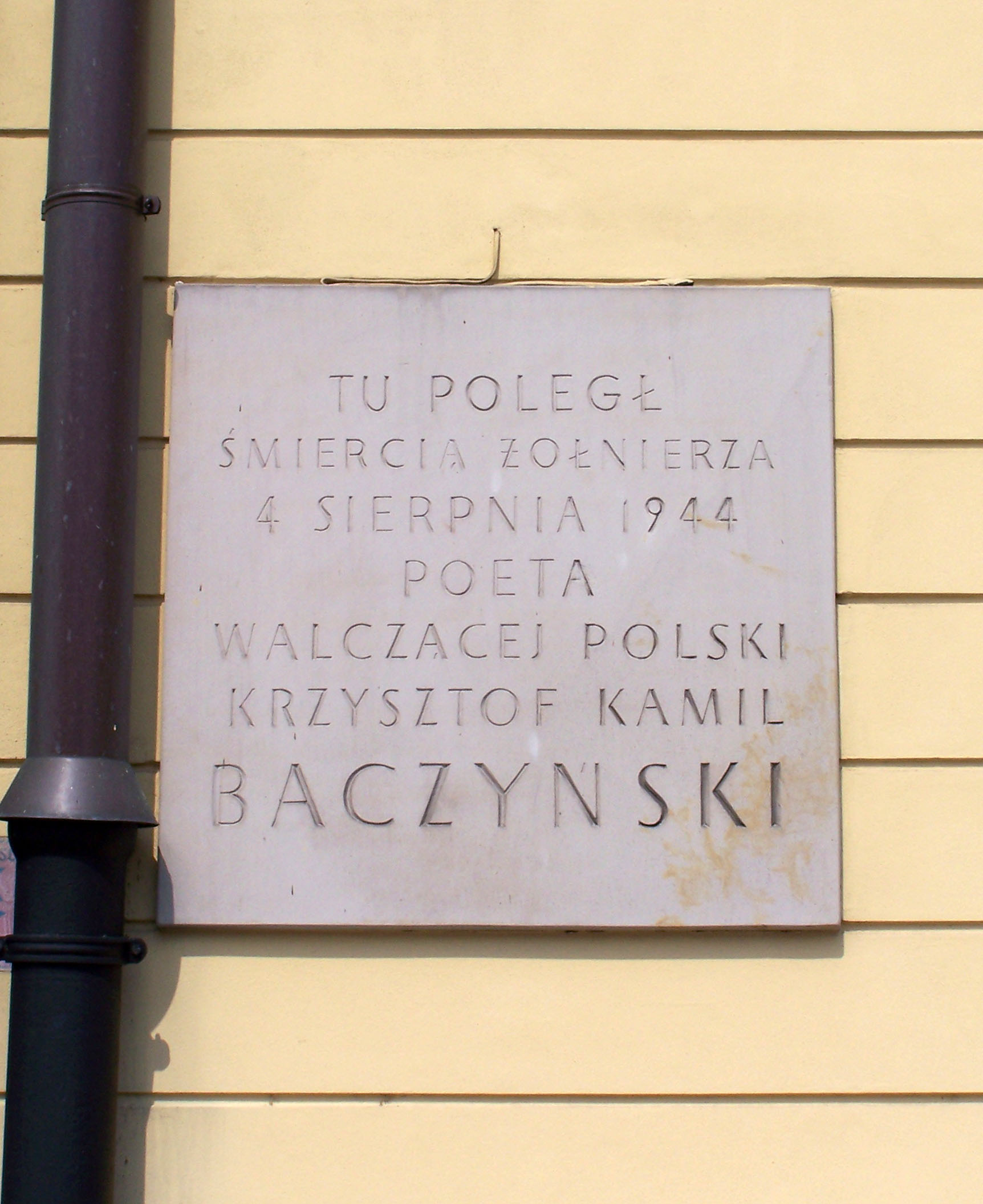
Gedenktafel für den hier 1944 im Rahmen der Kämpfe des Warschauer Aufstands von einem deutschen Scharfschützen tödlich getroffene Dichter Krzysztof Kamil Baczynski. Eine Büste Baczynskis befindet sich außerdem in der Halle des Palastes

Der Blank-Palast (Polnisch: Pałac Blanka) in Warschau ist nach dem zeitweiligen Eigentümer, dem polnischen Bankier Piotr Blank benannt. Der spätbarocke Palast mit Anklängen an Rokoko und Klassizismus befindet sich an der Nordseite des Theaterplatzes (Plac Teatralny) im Warschauer Innenstadtdistrikt. Heute befinden sich hier der Sitz des Warschauer Denkmalschutzamtes (polnisch: Konserwator Zabytków) sowie Abteilungen des Ministeriums für Sport und Tourismus (polnisch: Ministerstwo Sportu i Turystyki).

## Geschichte
Der zweigeschossige Palast hat heute die Adresse Ulica Senatorska 14 (ehemals 34). Das Gebäude-Ensemble besteht aus einem Zentralbau mit einem von einem Giebeldreieck gekrönten Mittelrisalit, den den Innenhof umgebenden, zwar ebenfalls zweigeschossigen, aber kleineren Nebengebäuden und einer dem Hauptgebäude gegenüberliegenden mittigen Toreinfahrt zum Theaterplatz. Die ostwärtige Frontseite des Großen Theaters liegt nur rund 100 Meter entfernt. An der Ostflanke verläuft die kleine Nowy-Przejazd-Straße, auf deren gegenüberliegender Seite sich die Rückseite des Dembiński-Palastes befindet. Westlich schließt sich an den kleinen Palast unmittelbar der von 1995 bis 1997 rekonstruierte und heute als Bank genutzte Jabłonowski-Palast an.  
Der Blank-Palast wurde in den Jahren 1762 bis 1764 von Szymon Bogumił Zug für den Starosten der Ortschaft Kąkolewnica, Filip Nereusz Szaniawski, errichtet. Das Kompositionsschema des Ensembles entsprach den der Pariser Vorstadtresidenzen des 18. Jahrhunderts. 1776 erwarb Antoni Aleksander Soldenhoff, ein Armeegeneral des Königreich Polens, das Gebäude, das er bereits ein Jahr später wieder verkaufte. 

### Glanzzeit unter Piotr Blank
Von 1777 bis 1797 war Piotr Blank der Eigentümer des Palais. Er baute es – erneut unter Zug – innen aus, gestaltete die Außenfassade zum Teil im klassizistischen Stil um und fügte das Einfahrtstor hinzu. Von den damaligen Umbauten Zugs sind das Treppenhaus und der Muschelsaal in der Beletage erhalten. Wie auch andere von Zug in dieser Zeit errichtete oder umgestaltete Residenzen des wohlhabenden Bürgertums in Warschau ahmte auch dieses Ensemble den Stil der Schlösser des Königs und der ansässigen Magnaten nach.  Bei den in der Gesellschaft beliebten samstäglichen Mittagessen im Palais nahm auch König Stanisław August Poniatowski oft teil. 
Nach dem Tode Blanks erwarb der königliche Kammerherr Michał Budziszewski das Gebäude auf einer Versteigerung. Unter ihm wurde der Palast zu Beginn des 19. Jahrhunderts in ein Mietshaus umgebaut. Damals wurden hier Wohnungen und auch Geschäfte eingerichtet. Im Jahr 1826 erbte Budziszewskis Tochter Józefa Szepietowska das Anwesen, die es ihrerseits 1853 an die Tochter Adelajda Kiersnowska vererbte. Während des Januaraufstandes wurde der Palast konfisziert und diente für kurze Zeit als Sitz russischer Militärbehörden. 

### Städtische Nutzung
Nach Rückgabe an die Eigentümer 1865 und einer weiteren Erbfolge kaufte der Magistrat der Stadt 1896 das Gebäude zur Einrichtung von Büroräumen. Ab 1916 war das Gebäude dann Sitz der Stadtmiliz-Kommandantur. 
Nach 1920 war hier die Direktion der staatlichen Polizei untergebracht. In den 1920er Jahren wurde es bereits vom Stadtpräsidenten zu repräsentativen Anlässen genutzt. In den Jahren 1935 bis 1938 wurde es dann auf Wunsch des damaligen Stadtpräsidenten Stefan Starzyńskis von Grund auf saniert und zu dessen Sitz umgebaut. Die Wiederherstellung des ursprünglichen Aussehens wurde unter Leitung von Stanislaw Gadzikiewicz durchgeführt. Hier wurden für einen kurzen Zeitraum bedeutende Gäste empfangen und von hier aus koordinierte Starzyński bis zur Kapitulation 1939 die Verteidigung der Stadt zu Beginn des Zweiten Weltkriegs.

### Zweiter Weltkrieg
Während der Besatzungszeit nahm der Warschauer Reichskommissar Ludwig Leist das Palais als Dienstsitz; von hier aus wurde die Arbeit der polnischen Stadtverwaltung beaufsichtigt. Die Inneneinrichtung wurde nach Deutschland verbracht. Im Jahr 1944 wurde es beim Warschauer Aufstand zerstört und von 1947 bis 1949 unter der Leitung von Elżbieta Kienitz-Trembicka und M. Ruszkowski wiederaufgebaut. Eigentümer des Palastes ist heute das Muzeum Historii Polskiego Ruchu Ludowego, das seinen Sitz allerdings in der Żółta Karczma in Mokotów hat.